# Подимове
Поди́мове — село в Україні, у Веснянській сільській громаді Миколаївського району Миколаївської області. Населення становить 133 осіб.

## Населення

### Мова
Розподіл населення за рідною мовою за даними перепису 2001 року:
| Мова       | Відсоток |
| ---------- | -------- |
| українська | 78,95%   |
| російська  | 19,55%   |
| інші       | 1,5%     |